# Паланачке
Паланачке независне варошке новине су часопис из Смедеревске Паланке који излази двапут месечно, у општинама Смедеревска Паланка, Топола и Велика Плана.
Часопис се бави актуелним збивањима у покривеном локалном подручју. Први број Паланачких новина је изашао 8. децембра 2006. године.
Директор и главни и одговорни уредник је новинар и књижевник Дејан Црномарковић.
Паланачке су чланица асоцијације локалних независних медија Local Press.